# The Winter's Tale (film)
Pour les articles homonymes, voir Winter's Tale.
Pour plus de détails, voir Fiche technique et Distribution.
The Winter's Tale est un film muet américain réalisé par Theodore Marston et Barry O'Neil et sorti en 1910.
Le film est la première adaptation cinématographique de la pièce de théâtre The Winter's Tale de William Shakespeare.
Le scénario a été écrit par Lloyd Lonergan et Gertrude Thanhouser, deux fondateurs de la maison de production Thanhouser.

## Fiche technique
- Titre : The Winter's Tale
- Réalisation : Theodore Marston, Barry O'Neil
- Scénario : Lloyd Lonergan et Gertrude Thanhouser d'après la pièce de théâtre éponyme de William Shakespeare
- Photographie :
- Montage :
- Musique :
- Production : Thanhouser Company
- Pays d'origine : États-Unis
- Langue originale : anglais
- Format :  Noir et blanc - Muet - 1,33:1 - 35 mm
- Genre : Court métrage dramatique
- Durée : 305 mètres
- Dates de sortie :
  - États-Unis : 27 mai 1910

## Distribution
- Anna Rosemond : Hermione - The Queen of Sicilia
- Martin Faust : Leontes - The King of Sicilia
- Frank Hall Crane : Polixenes - The King of Bohemia
- Amelie Barleon : Perdita - The Princess of Sicilia
- Alfred Hanlon : Florizel - The Prince of Bohemia
- Mignon Anderson